# エミリー・バイノン
エミリー・バイノン（Emily Beynon, 1969年 - ）は、オランダのロイヤル・コンセルトヘボウ管弦楽団の首席フルート奏者。日本とも縁があり、1992年の初来日以来、たびたび訪れ、NHK交響楽団との共演、霧島国際音楽祭のマスタークラスでの指導など日本のフルートファンにもなじみ深い。

## 経歴
1969年、ウェールズのスウォンジー生まれ。マーガレット・オゴノヴスキーに師事。王立音楽大学でフルートを学ぶ。ウィリアム・ベネットとアラン・マリオンの下で、ロンドンの王立音楽アカデミーでさらに研鑽する。
ロイヤル・コンセルトヘボウ管はもちろん、フィルハーモニア管弦楽団、BBC交響楽団、イギリス室内管弦楽団、ウィーン室内管弦楽団、NHK交響楽団、シュカンパ弦楽四重奏団、ナッシュ・アンサンブル等とも共演している。
グラインドボーン・ツーリング・オペラ、BBCウェールズ交響楽団、BBC交響楽団等のオーケストラで首席奏者を務めた。
1995年2月から、ジャック・ゾーンの後任として、オランダのアムステルダムに本拠を置く、名門ロイヤル・コンセルトヘボウ管弦楽団の首席奏者となる。また、ハーグ王立音楽院で教鞭をとっている。
デンマーク王立管弦楽団、ルクセンブルク・フィルハーモニー管弦楽団の首席ハープ奏者を歴任したカトリーヌ・バイノンは、妹でたびたび共演し、CDも共作している。

## ディスコグラフィ
- ジョン・マッケイブ：Of Time and the River; フルートコンチェルト BBC交響楽団（1999年）
- ラトランド・ボートン：Aylesbury Games（2000年）
- パストラール（2001年）
- ファンタジー -フランス・フルート作品集（2005年）
- モーツァルト：管楽器のための協奏曲集〜ロイヤル・コンセルトヘボウ管弦楽団の首席奏者たち（2006年）
- Flute & Friends（2008年）
- フルート・ミステリー（カトリーヌ・バイノン（ハープ） / フィルハーモニア管弦楽団 / ウラディーミル・アシュケナージ（指揮）、2009年）